# Conophytum
Conophytum es un género con 478 especies descritas de plantas suculentas perteneciente a la familia Aizoaceae. Es originario del sur de África, donde crecen en las colinas rocosas.

## Descripción
Las plantas están formadas por pequeños cuerpos carnosos que forman grupos compactos de hojas casi esféricas, soldadas hasta el punto de que sólo una muy pequeña diferencia separan a las dos hojas. En la naturaleza, los grupos de hojas se esconden entre las rocas y en las grietas, que retienen depósitos apreciable de arcilla y arena.
En la primavera las flores aparecen entre las hojas, con la corola de pétalos grandes y delgados, que crece en forma de trompeta. Tienen colores vivos: violeta, amarillo, rojo, rosa,.
Florecen en otoño. En el resto se secan las hojas viejas, formando una concha que se abre en la primavera que muestra las nuevas hojas. Necesitan luz, pero no la luz solar directa. Temperatura mínima de 5 °C, máxima 27 °C. No les gusta la tierra muy húmeda, prefieren la nebulización. Es aconsejable regar en la época de floración, el resto del tiempo de riego con agua pulverizada con regularidad.
Se reproduce por división de las hojas o por semilla.

## Taxonomía
El género fue descrito por  Nicholas Edward Brown y publicado en The Gardeners' Chronicle & Agricultural Gazette ser. 3. 71: 19. 1922. La especie tipo es: Conophytum minutum
Etimología
conophytum: nombre genérico que deriva de las palabras griegas: κωνος (cono) = "cono" y φυτόν (phyton) = "planta".
- Conophytum achabense
- Conophytum acutum
- Conophytum albiflorum
- Conophytum angelicae
- Conophytum armianum
- Conophytum arthurolfago
- Conophytum auriflorum
- Conophytum bachelorum
- Conophytum bicarinatum
- Conophytum bilobum
- Conophytum blandum
- Conophytum bolusiae
- Conophytum breve
- Conophytum brunneum
- Conophytum bruynsii
- Conophytum burgeri
- Conophytum calculus
- Conophytum caroli
- Conophytum carpianum
- Conophytum chauviniae
- Conophytum chrisocruxum
- Conophytum chrisolum
- Conophytum comptonii
- Conophytum concavum
- Conophytum concordans
- Conophytum cubicum
- Conophytum depressum
- Conophytum devium
- Conophytum ectypum
- Conophytum ernstii
- Conophytum ficiforme
- Conophytum flavum
- Conophytum francoiseae
- Conophytum fraternum
- Conophytum friedrichiae
- Conophytum frutescens
- Conophytum fulleri
- Conophytum globosum
- Conophytum halenbergense
- Conophytum hammeri
- Conophytum hermarium
- Conophytum herreanthus
- Conophytum hians
- Conophytum irmae
- Conophytum jarmilae
- Conophytum joubertii
- Conophytum jucundum
- Conophytum khamiesbergense
- Conophytum klinghardtense
- Conophytum kubusanum
- Conophytum limpidum
- Conophytum lithopsoides
- Conophytum loeschianum
- Conophytum longibracteatum
- Conophytum longum
- Conophytum luckhoffii
- Conophytum lydiae
- Conophytum marginatum
- Conophytum maughanii
- Conophytum meyeri
- Conophytum minimum
- Conophytum minusculum
- Conophytum minutum
- Conophytum mirabile
- Conophytum obcordellum
- Conophytum obscurum
- Conophytum pageae
- Conophytum pellucidum
- Conophytum phoeniceum
- Conophytum piluliforme
- Conophytum praesectum
- Conophytum pubescens
- Conophytum pubicalyx
- Conophytum quaesitum
- Conophytum ratum
- Conophytum reconditum
- Conophytum regale
- Conophytum ricardianum
- Conophytum roodiae
- Conophytum rugosum
- Conophytum saxetanum
- Conophytum schlechteri
- Conophytum semivestitum
- Conophytum smorenskaduense
- Conophytum stephanii
- Conophytum stevens-jonesianum
- Conophytum subfenestratum
- Conophytum subterraneum
- Conophytum swanepoelianum
- Conophytum tantillum
- Conophytum taylorianum
- Conophytum tomasi
- Conophytum truncatum
- Conophytum turrigerum
- Conophytum uviforme
- Conophytum vanheerdei
- Conophytum velutinum
- Conophytum verrucosum
- Conophytum violaciflorum
- Conophytum wettsteinii